# 任鄙
任鄙是戰國時代秦國的武士、將領。以其力氣甚大而聞名，因听见秦武王好力士，进函谷关而自荐。与穰侯魏冉关系和谐。魏冉为相国时，曾举荐他当汉中太守。
任鄙与樗里子齐名，秦人有云：力则任鄙，智则樗里。王蘧常评他为：能守，能久于其任...非徒力而已。